# Distrito de Nanterre
El distrito de Nanterre es un distrito (en francés arrondissement) de Francia, que se localiza en el departamento Altos del Sena (en francés Hauts-de-Seine), de la región Isla de Francia. Cuenta con 24 cantones y 15 comunas.
La capital de un departamento se llama subprefectura (sous-préfecture). Cuando un departamento contiene la prefectura (capital) del departamento, esa prefectura es la capital del distrito, y se comporta tanto como una prefectura como una subprefectura.

## División territorial

### Cantones
Los cantones del distrito de Nanterre son:
1. Cantón de Asnières-sur-Seine-Norte
2. Cantón de Asnières-sur-Seine-Sur
3. Cantón de Bois-Colombes
4. Cantón de Clichy
5. Cantón de Colombes-Noreste
6. Cantón de Colombes-Noroeste
7. Cantón de Colombes-Sur
8. Cantón de Courbevoie-Norte
9. Cantón de Courbevoie-Sur
10. Cantón de Garches
11. Cantón de La Garenne-Colombes
12. Cantón de Gennevilliers-Norte
13. Cantón de Gennevilliers-Sur
14. Cantón de Levallois-Perret-Norte
15. Cantón de Levallois-Perret-Sur
16. Cantón de Nanterre-Norte
17. Cantón de Nanterre-Sudeste
18. Cantón de Nanterre-Sudoeste
19. Cantón de Neuilly-sur-Seine-Norte
20. Cantón de Neuilly-sur-Seine-Sur
21. Cantón de Puteaux
22. Cantón de Rueil-Malmaison
23. Cantón de Suresnes
24. Cantón de Villeneuve-la-Garenne

### Comunas
| 1. Asnières-sur-Seine (92004) | 2. Bois-Colombes (92009) | 3. Clichy (92024)                 | 4. Colombes (92025)      |
| 5. Courbevoie (92026)         | 6. Garches (92033)       | 7. La Garenne-Colombes (92035)    | 8. Gennevilliers (92036) |
| 9. Levallois-Perret (92044)   | 10. Nanterre (92050)     | 11. Neuilly-sur-Seine (92051)     | 12. Puteaux (92062)      |
| 13. Rueil-Malmaison (92063)   | 14. Suresnes (92073)     | 15. Villeneuve-la-Garenne (92078) |                          |